# Eduardo Sepúlveda
Eduardo Sepúlveda, nascido a 13 de junho de 1991 em Rawson, Chubut é um ciclista argentino, membro da equipa Bretagne-Séché Environnement. Estreia como stagiare com a equipa FDJ-BigMat a partir do mês de agosto de 2012.
Em 2012, conseguiu a medalha de prata na contrarrelógio dos campeonatos panamericanos de ciclismo e ao mesmo tempo consagrou-se como o melhor sub-23, obtendo o ouro. Em 2013, obteve duas medalhas de ouro ao consagrar-se campeão em perseguição individual e por equipas.
Em 2014 começa a temporada numa muito boa forma e realiza destacadas actuações no Tour de San Luis finalizando em 6.ª localização na classificação geral e no Tour do Mediterrâneo onde consegue a classificação dos jovens e o 4.º posto na classificação geral da prova francesa. No mês de março obtém um notável 5.º posto na geral do Criterium Internacional disputado em Corcega, depois de conseguir um 9º posto na etapa contrarrelógio e um 6º na etapa com final em Col de l'Ospedale.
Tendo sido pre-seleccionado pela equipa para o Tour de France e durante a preparação, uma lesão impediu a estreia na ronda gala. Igualmente pôde retomar a competição no final da temporada, e participar nos Campeonatos Mundiais de Estrada, representando à selecção nacional, tanto no contrarrelógio como na prova em linha.
Em 2015 repete o começo da temporada no Tour de San Luis e atinge o 4º posto na classificação geral. Depois de uma boa participação no Tour de Haut-Var (17º na classificação geral e 2º na dos jovens), chega a sua primeiro vitória no circuito profissional na Clássica Sur Ardèche.

## Palmarés

### Estrada
2012
- 2º no Campeonato Panamericano Contrarrelógio

2015
- Clássica Sur Ardèche

### Pista
2013
- 1º no Campeonato Panamericano-Perseguição individual
- 1º no Campeonato Panamericano-Perseguição por equipas  (junto a Walter Pérez, Maximiliano e Mauro Richeze)